# الملقف (المفلحي)

تعديل مصدري - تعديل

الملقف هي إحدى قرى عزلة المفلحي بمديرية المفلحي التابعة لمحافظة لحج، بلغ تعداد سكانها 546 نسمة حسب تعداد اليمن لعام 2004.